# Костинский, Сергей Константинович
Серге́й Константи́нович Кости́нский (31 июля (12 августа) 1867, Москва — 21 августа 1936, Пулково) — русский и советский астроном, основатель отечественной астрофотографии, член-корреспондент Петербургской Академии наук (1915), действительный статский советник.

## Биография
Окончил 1-ю Московскую гимназию и в 1886 году поступил на физико-математический факультет Московского университета, который окончил в 1890 году. С 1894 года и до конца жизни работал в Пулковской обсерватории: вначале на должности сверхштатного астронома с удвоенным жалованьем; c мая 1894 года — адъюнкт-астрономом; с сентября 1902 года — старшим астрономом. Дважды (1898 и 1899) удостоен премии Русского астрономического общества. Участвовал в ряде экспедиций, в том числе на Новую Землю для наблюдения полного солнечного затмения (1896). В 1900 году почти полгода С. К. Костинский проводил градусные измерения дуги земного меридиана на о. Шпицберген. С января 1916 года — почётный доктор астрономии. Получил чин действительного статского советника (1916).
С 1926 по 1933 год был также профессором Петроградского университета. С декабря 1934 года — доктор физико-математических наук (без защиты диссертации).
Похоронен в Ленинграде, на Пулковском кладбище.
Основные научные работы посвящены фотографической астрометрии. Ввёл ряд усовершенствований в методику наблюдений, измерений и обработку астрофотографий. Собрал огромную коллекцию фотографий неба (в частности, полученных на пулковском нормальном астрографе), в том числе фотографий отдельных участков неба, включенных в план Каптейна (эти фотографии составили основу так называемой «Пулковской Стеклянной Библиотеки»). Сравнение их с фотографиями, полученными в Пулковской обсерватории впоследствии, позволило составить каталог собственных движений 18 000 звёзд в избранных площадках Каптейна. Получил фотографии спутников больших планет, в частности, такого трудного для наблюдений объекта, как спутник Нептуна Тритон, собрав тем самым ценнейший материал для изучения их движений. Впоследствии эти материалы были также использованы, в частности, для переопределения точных координат Плутона и спутников Сатурна. Разрабатывал фотографические методы определения звездных параллаксов. Ввел ряд усовершенствований в методику астрофотографических исследований, изучал различные ошибки при астрофотографических наблюдениях и измерениях снимков, указал пути их устранения. В 1906 году обнаружил эффект взаимодействия двух соседних изображений тесных двойных звёзд на фотопластинке, впоследствии названный его именем. Исследовал изменяемости широт, в работе 1893 года привёл формулу для определения координат полюсов Земли по изменяемости широт обсерваторий («формула Костинского»).

## Память
Именем Костинского названы кратер на Луне и малая планета (3134) Kostinsky, открытая С. И. Белявским 5 ноября 1921 года в Симеизской обсерватории.
В честь С. К. Костинского, как участника экспедиции 1899—1901 гг., названы горы Костинского (Баренцево море, архипелаг Шпицберген, 77°20′ с.ш., 17° в.д.).